# Cay Sal
Cay Sal är en ö på Cay Sal Bank mellan Kuba och Florida. Arean är drygt en kvadratkilometer och ön är idag obebodd. Den tillhör administrativt distriktet Bimini District i den västra delen av Bahamas.